# Haven Shepherd
Haven Shepherd (nascida em 2003, na Província de Quang Nam, no Vietnã) é uma modelo e atleta paralímpica.

## Vida pregressa
Haven Shepherd nasceu em 2003, na Província de Quang Nam, no Vietnã, e seu nome de nascimento era Phuong Twi Dom. Quando elas tinha 20 meses, seus pais se mataram com a explosão de uma bomba suicida, porque consideravam que nunca seriam aceitados pela sociedade vietnamita, já que não estavam casados e o divórcio era tabu em seu país.
Haven sobreviveu à explosão da bomba, mas perdeu as duas pernas do joelho para baixo. Ela foi adotada pela família de Rob e Shelly Shepherd, que a batizou Haven Shepherd e a levau consigo para morar na cidade de Cartago, no Missouri, nos Estados Unidos. Esta família já tinha seis filhos.

## Carreira
A partir, dos quatro anos de idade, Haven Shepherd começou classes de natação e, depois, estudou em academias de formação especializadas dos Estados Unidos. Através da entidade Modelos da Diversidade (Models of Diversity), Haven trabalha para animar outras pessoas a realizarem seus projetos pessoal apesar das dificuldades que enfrentam. Ela classificou-se por participar dos jogos paralímpicos de 2016 e, em 2018, treinava para se classificar para os jogos paralímpicos de 2020. Ela sonhava em ser esteticista e conhecer seus avôs biológicos e sua irmã do Vietnã. Ela não guardava nenhum rancor por seus pais pelo que fizeram, ela diz que lhe deram "a melhor vida imaginável".

## Reconhecimento
Em 2018, Haven Shepherd foi considerada uma das 100 mulheres mais inspiradoras do mundo pela BBC.